# Томсон, Вадим Васильевич
Вадим Васильевич Томсон (1936 — 1999) — советский и российский учёный, специалист в области гидрографии, доктор технических наук, профессор.

## Образование
В 1959 году с отличием окончил Арктический факультет ЛВИМУ им. адмирала С. О. Макарова.
В 1968 году в ЛВИМУ им. адмирала С. О. Макарова защитил диссертацию на соискание ученой степени кандидата технических наук по специальности 05.00.00 «Техника», тема: «Исследование и учёт влияния нерегулярной качки судна на показания эхолота». В 1992 году в ГМА им. адмирала С. О. Макарова защитил диссертацию на соискание ученой степени доктора технических наук по специальности 05.22.17 «Водные пути сообщения и гидрография», тема: «Математические основы задач навигационного оборудования морских путей».

## Преподавательская и административная работа в высшей школе
Работал в Государственной морской академии им. адмирала С. О. Макарова (ЛВИМУ имени адмирала С. О. Макарова) с 1965 года.
В 1974—1999 гг. — начальник арктического факультета.
В 1997—1999 гг. — профессор, начальник кафедры навигационной гидрометеорологии и экологии.

## Научная деятельность
Профессор В. В. Томсон является автором научных трудов: монографий, статей в ведущих статусных научных журналах, учебников и учебных пособий. Область научных интересов: навигационно-гидрографическое обеспечение мореплавания, методы и средства навигационного оборудования водных путей.
Разработчик математических методов оптимизации расстановки средств навигационного оборудования, используемых при проектировании судоходных трасс.

## Основные труды
Томсон В. В. Современные средства навигационного оборудования морей: Учеб. пособие / В. В. Томсон; Ленингр. высш. инж. морское училище им. адм. С. О. Макарова. — Москва: Рекламинформбюро ММФ, 1977. — 24 с.
Томсон В. В. Навигационное створное оборудование / В. В. Томсон. — Москва: Транспорт, 1985. — 65 с.

## Прочая профессиональная деятельность
До 1965 года работал в морских полярных экспедициях.

## Членство в научных организация
Член Гидрографического общества

## Семья
Брат — Томсон Петр Васильевич (4 июля 1947 — 3 мая 2017) — советский и российский ученый-гидрограф, кандидат технических наук, почетный работник высшего профессионального образования, заместитель начальника ГМА им. адм. С. О. Макарова, начальник заочного факультета, профессор кафедры геодезии ГУМРФ им. адм. С. О. Макарова

## В воспоминаниях
Известный полярник, ветеран полярной гидрографии, начальник Гидрометерологического факультета ВАМУ им. адмирала С. О. Макарова в 1950—1953 гг .В. В. Дремлюг упоминает В. В. Томсона в своих воспоминаниях.